# William Black (scrittore)
William Black (Glasgow, 13 novembre 1841 – Brighton, 10 dicembre 1898) è stato uno scrittore britannico, molto popolare in vita, fu spesso paragonato ad Anthony Trollope, ma la sua fama non continuò dopo la morte.

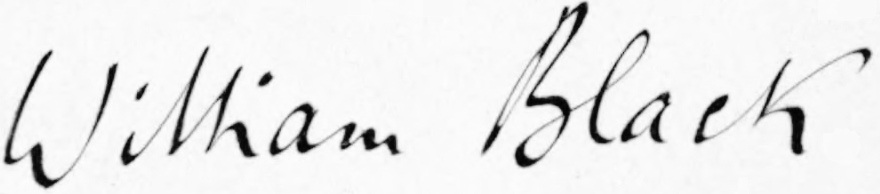
Firma di William Black

Figlio di James Black e della seconda moglie Caroline Conning, Black studiò per diventare un pittore di paesaggistica, formazione che influenzò la sua vita letteraria, e come scrittore fu rinomato per le descrizioni particolareggiate di paesaggi e mari in romanzi come White Wings: A Yachting Romance (1880).
Sposatosi due volte, ebbe un figlio, Martin, dalla prima moglie, che morì poco dopo, nel 1871. Dal 1879 fino alla morte Black visse al civico 1 di Paston Place, a Brighton.

## Opere
- James Merle (1864)
- Love or Marriage  (1868)
- In Silk Attire (1869)
- Kilmeny  (1870)

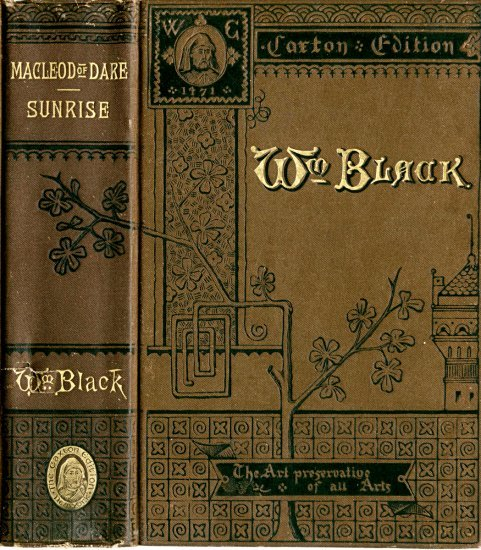
Copertina di Macleod of Dare & Sunrise di William Black, per i tipi di John B. Alden (1883, New York)

- The Monarch of Mincing Lane (1871)
- Mr Pisistratus Brown, M.P., in the Highlands (1871)
- A Daughter of Heth (1871)
- The Strange Adventures of a Phaeton (1872)
- A Princess of Thule (1873)
- The Maid of Killeena and other Stories (1874)
- Three Feathers (1875)
- Madcap Violet (1876)
- Lady Silverdale's Sweetheart and Other Stories (1876)
- Green Pastures and Piccadilly (1877)
- Macleod of Dare (1878)
- Goldsmith [English Men of Letters] (1878)
- White Wings (1880)
- The Beautiful Wretch, The Four MacNicols, The Pupil of Aurelius (1881)
- Sunrise (1881)
- Shandon Bells (1883)
- Yolande (1883)
- Adventures in Thule (1883)
- Judith Shakespeare (1884)
- White Heather (1885)
- The Wise Women of Inverness and Other Miscellanies (1885)
- Sabina Zembra (1887)
- In Far Lochaber (1888)
- The Strange Adventures of a Houseboat (1888)
- The Penance of John Logan and Two Other Tales (1889)
- The New Prince Fortunatus (1890)
- Stand Fast Craig-Royston! (1890)
- Donald Ross of Heimra (1891)
- The Magic Ink and Other Tales (1892)
- Wolfenberg (1892)
- The Handsome Humes (1893)
- Highland Cousins (1894)
- Briseis (1896)
- Wild Eelin (1898)
- With the Eyes of Youth, and Other Sketches (1903) [postumo]